# Challenger 2
Der Challenger 2 ist der Kampfpanzer der Armee des Vereinigten Königreichs und auch bei den Armeen des Omans und der Ukraine im Einsatz. Er wurde ab 1986 entwickelt und 1994 erstmals ausgeliefert, in der britischen Armee als Nachfolger des Chieftain und Challenger 1.

## Entwicklung
Er wurde von der britischen Rüstungsfirma Alvis Vickers Ltd. (früher Vickers Defence Systems, heute BAE Land Systems) als Nachfolgemodell des Challenger 1 entwickelt und gebaut. Insbesondere die neue, leistungsfähige Sensorausstattung, eine verbesserte Fahrwerksaufhängung und ein automatisches Getriebe unterscheiden den Challenger 2 von seinem Vorgänger. Zusätzlich wurde der Turm völlig neu gestaltet und vor allem an der Oberseite stärker gepanzert (Dorchester-Panzerung).

## Technik

### Bewaffnung

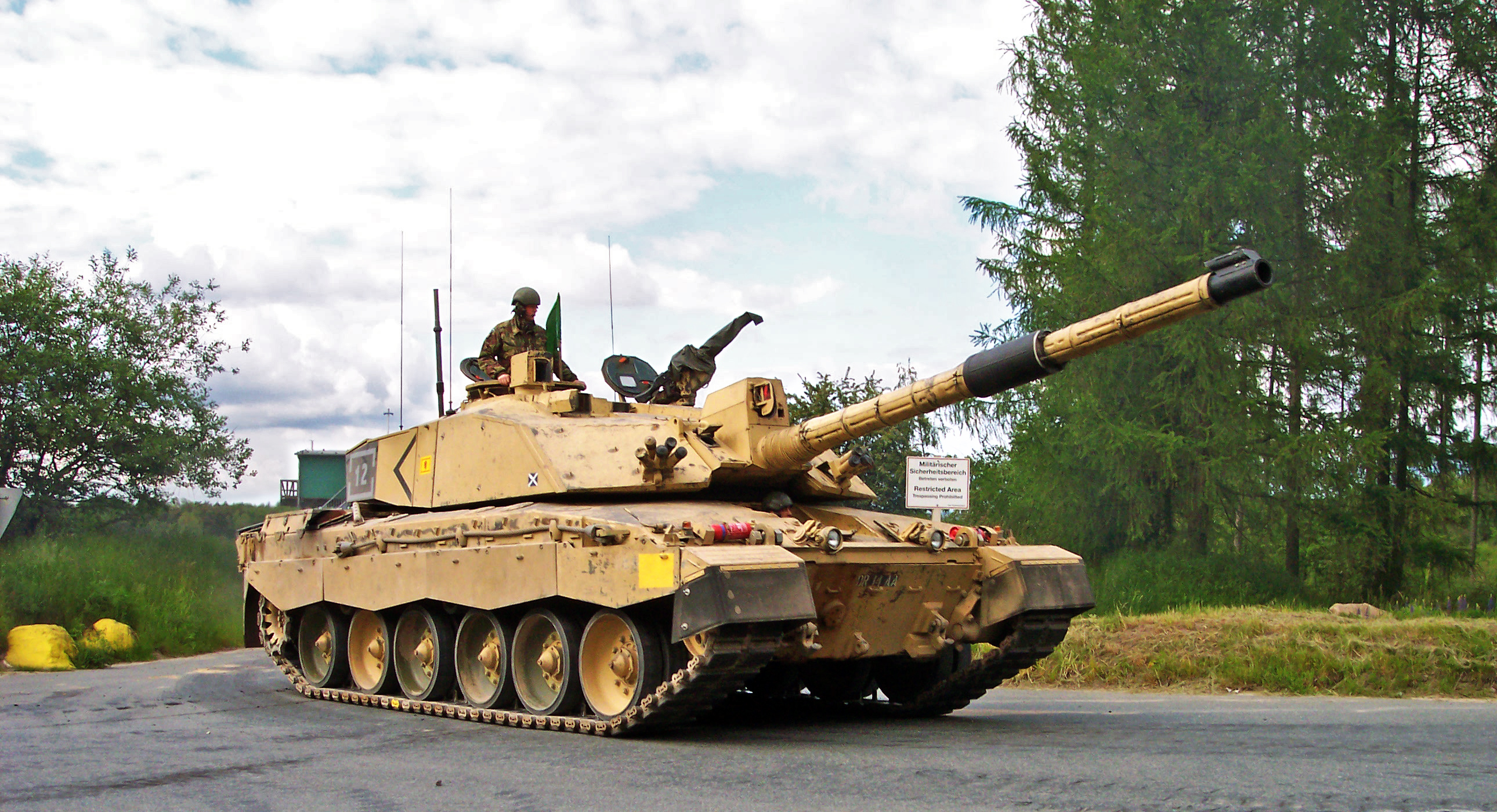
Ein Challenger-2-Kampfpanzer der Royal Scots Dragoon Guards der britischen Streitkräfte während eines Manövers auf dem NATO-Truppenübungsplatz Bergen

Im Gegensatz zu den meisten anderen modernen Kampfpanzern ist der Challenger 2 mit einer 120-mm-Kanone mit gezogenem Lauf ausgerüstet, der Royal Ordnance L30. Der Vorteil gegenüber den sonst verwendeten Glattrohrwaffen liegt in einer erheblich höheren Schussweite (etwa 9000 Meter gegenüber etwa 4000 Metern beim Leopard 2 A6). Allerdings erreicht dieses Geschütz eine deutlich niedrigere Mündungsgeschwindigkeit und hat daher Schwierigkeiten, die modernen Schicht- und Reaktivpanzerungen gegnerischer Kampfpanzer zu durchschlagen. Im Januar 2004 wurde daher die Rüstungsfirma BAE Systems beauftragt, eine neue Glattrohrkanone für den Challenger 2 zu entwickeln. Nach verschiedenen Tests fiel die Entscheidung für eine Lizenzversion der 120-mm-Glattrohrkanone L/55 der Rheinmetall AG, die auch im Leopard 2 A6 verbaut wird. Im Januar 2006 wurde erstmals eine solche Waffe in einen Challenger 2 eingebaut. Bei Schießversuchen war die Rheinmetall-Kanone mit entsprechender Munition wesentlich durchschlagskräftiger als die gezogene Kanone mit ihrer Urankernmunition.

### Besonderheiten
Um die Reichweite des Challenger 2 zu erhöhen, wird der Panzer serienmäßig mit zwei 200-Liter-Treibstofffässern am Heck ausgestattet; für westliche Panzer eine sehr ungewöhnliche Maßnahme, da diese Fässer ein bevorzugtes Angriffsziel darstellen können. Außerdem verfügt der Panzer über einen sogenannten „Meteo-Sensor“, der die Besatzung über Windstärke, Luftdruck und Temperatur informiert und somit wichtige Daten für die Richtwerte der Kanone im Feuerkampf liefert. Ferner ist wie in vielen britischen Gefechtsfahrzeugen ein integrierter Wasserkocher für die Besatzung eingebaut, mit dem Tee und Verpflegung zubereitet werden können. Als weitere Besonderheit sind die Staubschürzen anzuführen, die beim Fahrbetrieb ein Aufwirbeln von Staub und damit eine deutliche Signatur vermindern. Diese Form der Tarnung wurde nachträglich teilweise auch von anderen Panzertruppen übernommen.

## Varianten
Vom Challenger 2 gibt es bisher außer dem Ausgangsmodell nur eine Variante: den Challenger 2E. Der Hauptunterschied zum Challenger 2 besteht in der Motorisierung: Der Challenger 2E ist mit dem V12-Dieselmotor (Euro-Powerpack) MT 883 Ka-500 von MTU mit 1500 PS (1103 kW) Leistung ausgestattet.

## Einsätze
Den ersten Einsatz absolvierte der Challenger 2 mit der British Army in Bosnien als Teil der UNPROFOR-Truppen, später wurde er auch im Kosovo-Konflikt und 2003 im Irakkrieg eingesetzt.

### Irakkrieg

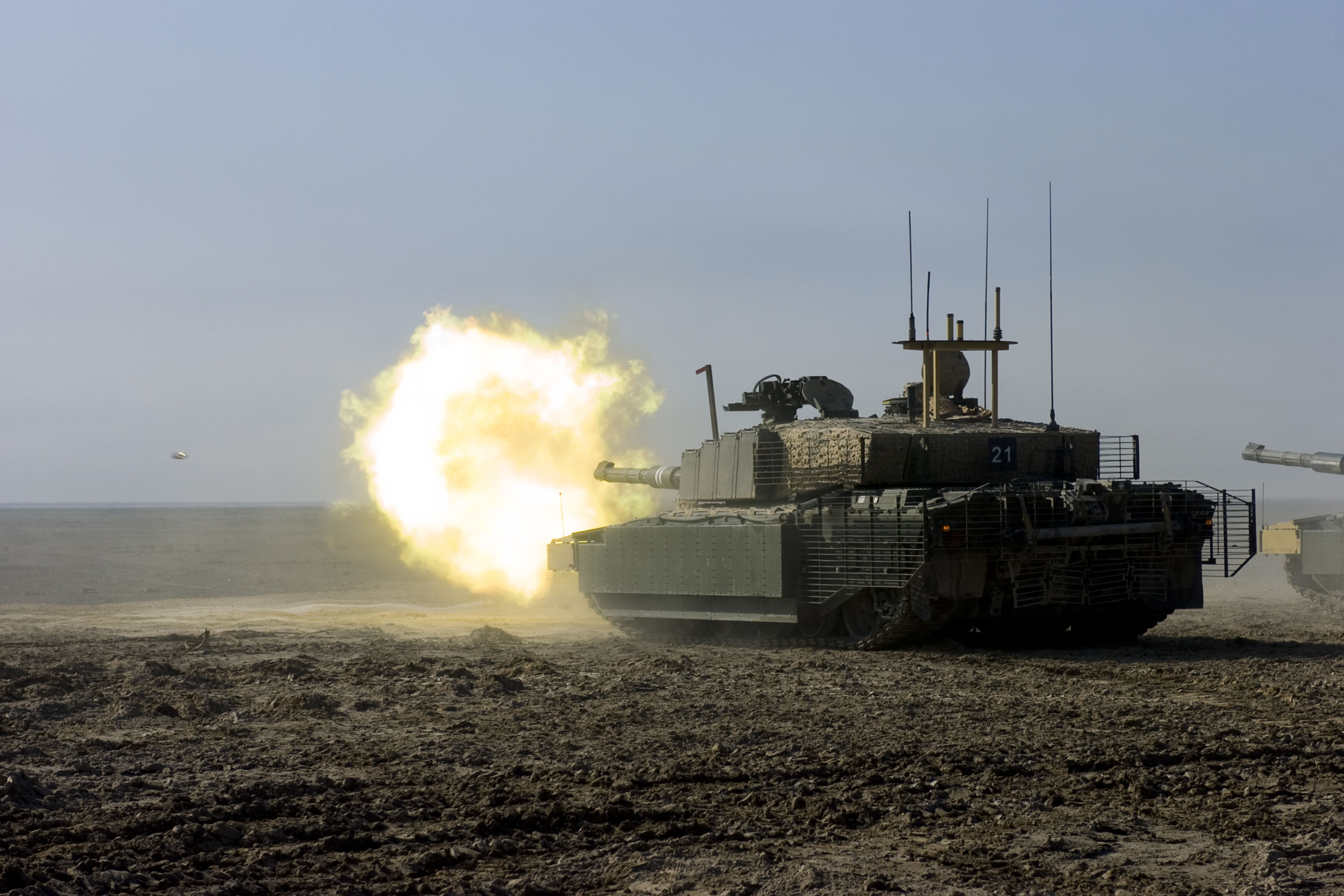
Ein Challenger 2 beim Feuern im Irak (2008)

Ein Challenger 2 der Queen’s Royal Lancers wurde am 23. April 2003 bei Basra irrtümlich durch Eigenbeschuss zerstört. Ein zu der Black Watch Battlegroup gehörender Challenger 2 hatte ihn in der Annahme, es handle sich um ein gegnerisches Flankierungsmanöver, auf dem Infrarot-Sichtgerät als gegnerisches Fahrzeug identifiziert und unter Beschuss genommen. Der zweite Schuss traf den offenstehenden Kommandantenlukendeckel, wodurch heiße Splitter ins Turminnere gelangten. Diese brachten die dort gelagerte Munition zur Explosion. Dabei wurden zwei Besatzungsmitglieder getötet und der Panzer zerstört. Dies war bis dahin der einzige Fall, bei dem es zu einer totalen Zerstörung eines Challenger 2 kam.
Aufständischen im Irak gelang es im April 2007 mit einer IED, die nach dem Hohlladungsprinzip arbeitete, die Panzerung der Wannenunterseite zu durchbrechen, wobei der Fahrer beide Beine verlor und ein weiterer Soldat leichte Verletzungen erlitt.
Bereits im August 2006 war die untere Frontpanzerung der Wanne eines Challenger 2, die deutlich schwächer als die Turmpanzerung ist, von einer RPG-29-Panzerfaust durchschlagen worden, wobei der Fahrer schwer verwundet wurde und seinen halben linken Fuß verlor. Zusätzlich erlitten mehrere Besatzungsmitglieder leichte Verletzungen. Diese Information wurde vom britischen Verteidigungsministerium erst im Mai 2007 veröffentlicht.

### Russischer Überfall auf die Ukraine

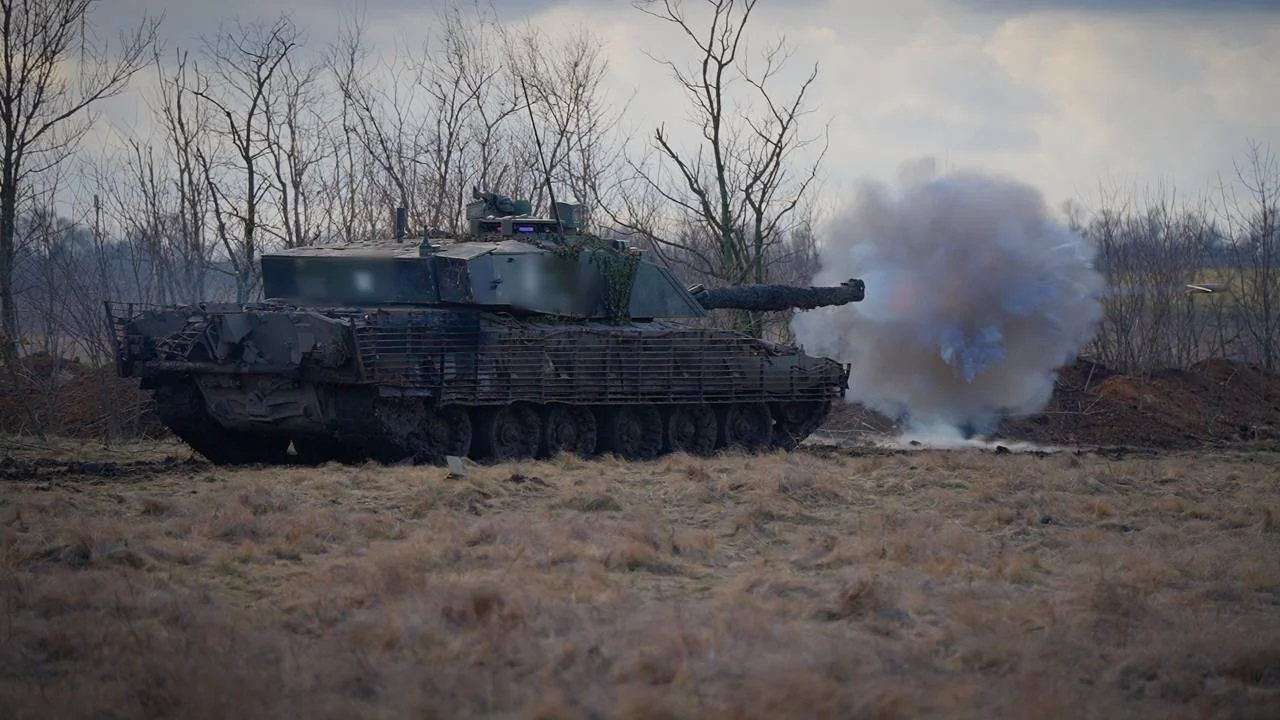
Ein Challenger 2 beim Feuern in der Ukraine (November 2024)

Anfang 2023 einigte sich das britische Verteidigungsministerium darauf, der Ukraine 14 Panzer zu liefern. Anfang September 2023 wurde ein Challenger 2 bei Robotyne in der Ukraine durch russische Streitkräfte zerstört.
Am 15. August 2024 während der ukrainischen Kursk-Offensive, setzten die Ukrainer neben vielen anderen NATO-Fahrzeugen auch Challenger 2 ein, dabei wurde ein Challenger von einer Lancet Kamikaze-Drohne zerstört.

## Nutzer
- Vereinigtes Königreich: 386 Challenger 2; Im Jahre 1991 bestellte Großbritannien 127 Stück des Challenger 2 und 1994 weitere 259 Stück. Im Juni 1998 nahm die britische Armee den ersten Challenger 2 in Dienst. Die erste Einheit, die mit dem neuen Panzer ausgestattet wurde, waren die in Deutschland stationierten Royal Scots Dragoon Guards. Der letzte Panzer wurde im April 2002 geliefert. Davon sind 227 aktiv, die übrigen wurden eingelagert.[14]

- Oman: 38 Challenger 2E; Die königliche Armee von Oman bestellte im Jahr 1993 18 Challenger 2 und weitere 20 Stück im November 1997. Diese Panzer wurden dem Einsatz in Wüstengebieten angepasst (Luftfilteranlagen) und erhielten einen stärkeren 1100-kW-Dieselmotor. Oman hatte seinen Challenger-2-Fuhrpark bereits 2001 komplettiert.

- Ukraine: 14 Challenger 2 aus britischen Beständen;[15] Die britische Regierung (Kabinett Sunak) gab am 14. Januar 2023 bekannt, dass das Vereinigte Königreich seine Unterstützung der Ukraine „unter anderem durch die Bereitstellungen von Challenger 2-Panzern und zusätzlichen Artilleriesystemen“ verstärkt. Die Lieferung erfolgt im Rahmen der Auslandshilfen für die Ukraine aufgrund des Russischen Überfalls auf die Ukraine.[16]